# 三橋町陳茂通宅

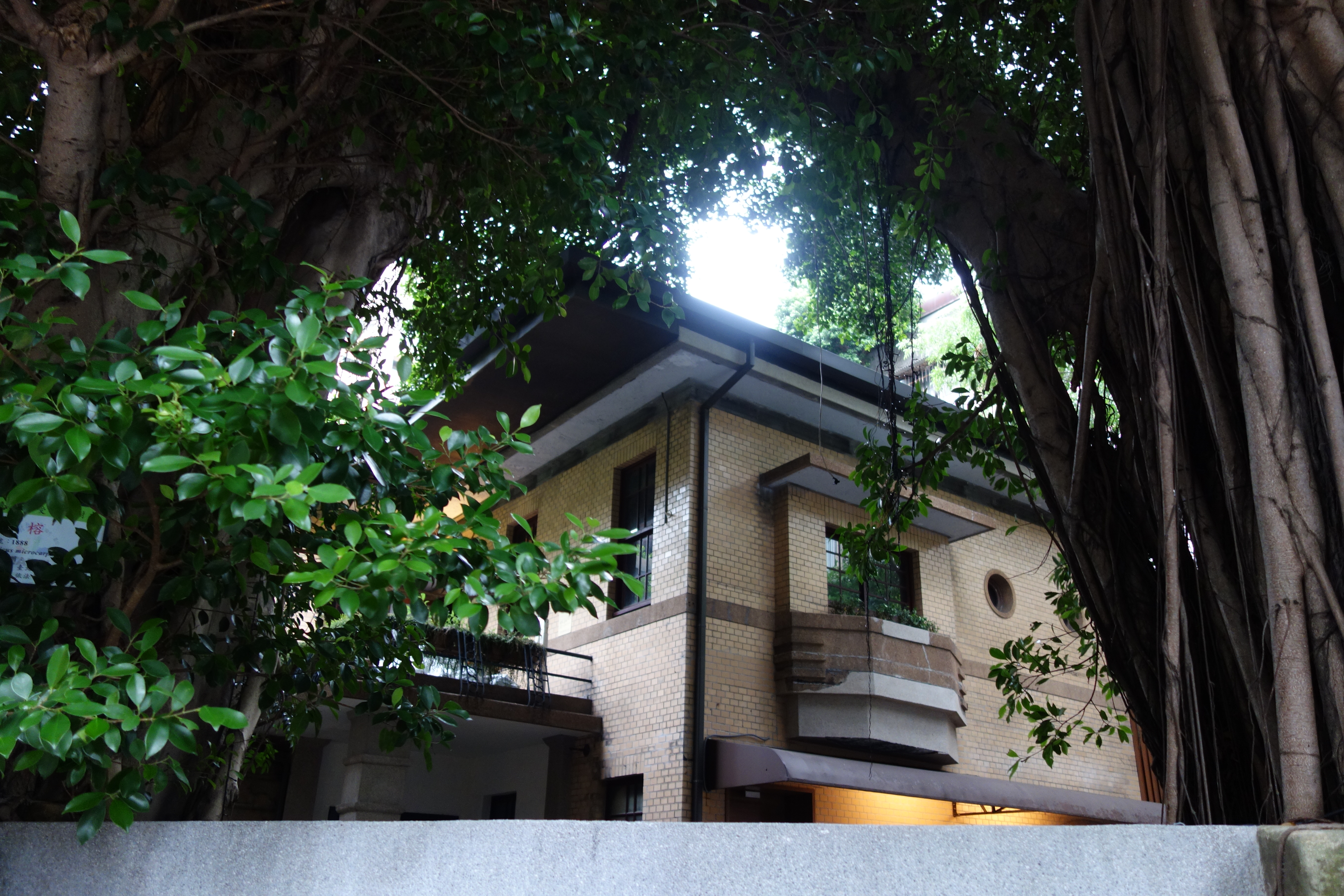
2017年的陳茂通宅

三橋町陳茂通宅，或稱陳茂通宅、陳茂通邸，是一棟在昭和8年（1933年）落成於臺北市三橋町的私人宅邸，該宅邸的原始所有權人為乾元藥行經營者陳茂通。後來，該地地址被改編為臺北市中山區中山北路二段11巷16號。

## 歷史
昭和7年（1932年），小林惣次郎（時任臺北市本町日進商會負責人）將所持有之三橋町二丁目的兩筆土地分別於1932年及1933年，出售予陳茂通。
1933年，陳茂通在該地建築完成獨棟西洋式住宅，並將該住宅及其附屬庭園命名為「紅葉園」。落成後，陳茂通在《臺灣日日新報》上刊登廣告邀請眾人參加慶祝宴會；後來，臺北市尹松岡一衛及辜顯榮等皆出席宴會。此後，辜顯榮更因與陳茂通有合作關係而經常登門拜訪。
日後，該住宅及其附屬庭園被售予嚴丙丁（汐止仕紳、益興炭礦株式會社常務董事）。
1973年，該地及其附屬建物再度被轉賣予正大尼龍工業股份有限公司作辦公室使用。
日後，該住宅及其附屬庭園曾被正大尼龍租予業者開設江浙菜餐廳「三板橋會館聚朋園」。
2014年，永豐餘生技在該住宅及其附屬庭園開設「山海樓」台菜餐廳。2017年8月22日，「山海樓」台菜餐廳因當地地主即將進行都市更新而暫時歇業。
2017年9月，該住宅及其附屬庭園被文史工作者提報文化資產審議，但於10月19日遭臺北市文化資產審議委員會以不記名方式投票表決否決。
地主之一正大尼龍老闆何紀豪表示，於2011年開始準備進行都更，日前才得知，有文史工作者要求保存，他們去市政府調閱資料，舉證房子經整建不是古宅。
2018年初在臺北市都發局、工務局公園管理處，以及正大尼龍公司、元大建設協商後，協議以整棟搬移的方式遷到138公尺外位於林森北路與南京東路一段的康樂公園內保存。遷移過程需要近二千萬元，由正大尼龍公司、元大建設分擔搬遷費用。文資團體看法不一，部分團體認為至少保存下來，不要隨意批評，讓好事破局。這也是第一起在臺北市提報文資保存個案，在未獲得「文資身份」後，由都發局與文化局協調後，由建商出資、遷移到市屬綠地保存的案例。

## 現況
該地里長、里民反對在公園重建，於2018年5月爭議尚未解決時已開始動工拆除。都發局長林洲民表示目前仍在協調中，強調會遵守承諾將拆解後的物件妥善保管，異地重建。目前先將拆解後的物件，暫時放在正大尼龍廠房基地內。

## 建築特色
- 該住宅建築的重複幾何形門柱、基座砌石裝飾等裝飾藝術風格受萊特（Frank Lloyd Wright）所設計第二代帝國飯店本館影響。[6]
- 該住宅建築為臺灣日治時期少數構造為樑柱結構、樓板使用鋼筋混凝土的加強磚造獨棟住宅之一。[6]
- 該住宅建築的外牆色調屬1930年代流行的淡黃色及淡褐色系。[6]

## 對照
1960年代建造地化南新村，在臺北市文化局於2018年三月三十日召開第104次<古蹟歷史建築聚落建築群考古遺址史蹟暨文化景觀審議會>會議，政大代表與當地里民代表各陳述意見，委員會最後則宣布化南新村全區保留。

## 另見
- 乾元藥行
- 大稻埕辜宅
- 萬華林宅
- 新芳春茶行